# Joanne Whalley
Joanne Whalley, a wcześniej Joanne Whalley-Kilmer (ur. 25 sierpnia 1961 w Salford) – brytyjska aktorka filmowa, telewizyjna i teatralna.

## Życiorys
Urodziła się w Salford w hrabstwie Cheshire, gdzie uczęszczała do Bredbury Comprehensive School. Naukę kontynuowała w Harrytown Convent Girls' School w Romiley i Braeside School of Speech and Drama w Marple.
W wieku 11 lat trafiła do serialu Coronation Street jako Pamela Graham. W erze nowej fali sceny Manchesteru była krótko członkinią zespołu the Slowguns, ale opuściła formację przed wydaniem dwóch singli. Później był wokalistą grupy pop Cindy & The Saffrons. W 1982 roku w Abbey Road Studios nagrała piosenkę z The Shangri-Las „Past, Present and Future” (Przeszłość, teraźniejszość i przyszłość), a w następnym roku utwór „Terry” Twinkle.
W 1982 wystąpiła jako Ingrid Rothwell w serialu ITV A Kind of Loving wg powieści Stana Barstowa.
Występowała w londyńskim Royal Court Theatre w przedstawieniach: Łuki i strzały (1982), Rita, Sue i Bob też (1982), Geniusz (1983), Ślub Papieża Edwarda Bonda (1984) i Ocaleni Edwarda Bonda (1984). 
Stała się znana głównie z roli Katie Scarlett O’Hara-Hamilton-Kennedy-Butler w miniserialu CBS Scarlett (1994), ekranizacji powieści Alexandry Ripley, będącej sequelem do słynnego dzieła Margaret Mitchell Przeminęło z wiatrem.
W serialu Rodzina Borgiów (2011) wystąpiła jako Vannozza Cattanei, kochanka i matka czwórki dzieci papieża Aleksandra VI (Rodrigo Borgia).

## Życie prywatne
W 1987 związała się z aktorem Valem Kilmerem, z którym zagrała w filmach: Willow (1988) i Zabij mnie jeszcze raz (Kill Me Again, 1989). Wzięli ślub 28 lutego 1988. Mają córkę Mercedes (ur. 29 października 1991) i syna Jacka (ur. 6 czerwca 1995). Jednak 1 lutego 1996 doszło do rozwodu.

## Filmografia

### Filmy
- 1982: Ściana (Pink Floyd The Wall)
- 1985: Taniec z nieznajomym (Dance with a Stranger) jako Christine
- 1988: Zabić księdza (To Kill a Priest) jako Anna (żona Józefa)
- 1988: Willow jako Sorsha
- 1989: Zabij mnie jeszcze raz (Kill Me Again) jako Fay Forrester
- 1989: Skandal (Scandal) jako Christine Keeler
- 1990: Wielki człowiek (The Big Man) jako Beth Scoular
- 1990: Komando Foki (Navy SEALs) jako Claire Varrens
- 1991: Okruchy wspomnień (Shattered) jako Jenny Scott
- 1992: Miasteczko Storyville (Storyville) jako Natalie Tate
- 1993: Chłopcy mamusi (Mother’s Boys) jako Colleen 'Callie' Harland
- 1993: The Secret Rapture jako Katherine Coleridge
- 1994: Dobry człowiek w Afryce (A Good Man in Africa) jako Celia Adekunle
- 1994: W majestacie prawa (Trial by Jury) jako Valerie Alston
- 1997: Człowiek, który wiedział za mało (The Man Who Knew Too Little) jako Lorelei „Lori”
- 1999: Pogrzeb w Teksasie jako Miranda
- 2000: Powrót na samotne ugory jako Ruby
- 2000: Winny jako Natalie Crane
- 2000: Z zapartym tchem jako Caroline Henshow
- 2000: Historia Jackie Bouvier Kennedy Onassis (TV) jako Jacqueline Lee „Jackie” Bouvier Kennedy Onassis
- 2002: Zanim odejdziesz (Before You Go) jako Mary
- 2002: Virginia jako Jessie Eastwood
- 2003: 40 jako Jess
- 2005: The Virgin Queen jako Maria I Tudor
- 2005: Kalifornijczycy jako Luna
- 2006: Wrobiony (Played) jako Maggie
- 2011: Twixt jako Denise
- 2018: Paweł, apostoł Chrystusa (Paul, Apostle of Christ) jako Pyscylla

### Seriale TV
- 1974: Coronation Street jako Pamela Graham
- 1976: Coronation Street jako Pamela Graham
- 1977: Emmerdale jako Angela Read
- 1983: Bergerac jako Christine Bolton
- 1985: Na krawędzi mroku (Edge of Darkness) jako Emma Craven
- 1994: Scarlett jako Katie Scarlett O’Hara-Hamilton-Kennedy-Butler
- 2011-2012: Plotkara (Gossip Girl) jako księżniczka Sophie Grimaldi
- 2011–2013: Rodzina Borgiów jako Vannozza Cattanei
- 2015: Anno Domini – Biblii ciąg dalszy (A.D. The Bible Continues) jako Prokula